# Resolutie 918 Veiligheidsraad Verenigde Naties
Resolutie 918 van de Veiligheidsraad van de Verenigde Naties werd, zonder dat men stemde, aangenomen op 17 mei 1994. De resolutie breidde het mandaat van de UNAMIR-vredesmacht in Rwanda uit en legde aan dat land een wapenembargo op vanwege de volkerenmoord die was uitgebroken.

## Achtergrond
Vanaf de kolonisatie van Rwanda eind 19e eeuw gingen de Tutsi de veel talrijker Hutu overheersen. Nog voor de onafhankelijkheid brak etnisch geweld uit, waarbij de Hutu aan de macht kwamen en veel Tutsi het land ontvluchtten en niet meer mochten terugkeren. Daar richtten ze eind jaren tachtig het FPR op, dat in 1990 Rwanda binnen viel. Met westerse steun werden zij echter verdreven. Toch werden hieropvolgend vredesgesprekken aangeknoopt. Die leidden in 1993 tot het Vredesakkoord van Arusha.
Op 6 april 1994 kwamen de Rwandese en de Burundese president om toen hun vliegtuig werd neergeschoten. Dat was het startsein voor Hutu-milities om op grote schaal Tutsi en gematigde Hutu te vermoorden. De UNAMIR-vredesmacht van de Verenigde Naties stond machteloos. De FPR ging opnieuw in de aanval en nam in juli de hoofdstad Kigali in. Hierop vluchtten veel Hutu naar Oost-Congo, wat die regio jarenlang destabiliseerde.

## Inhoud
De Veiligheidsraad veroordeelde het geweld en de vele moorden op burgers in Rwanda en de straffeloosheid waarmee gewapenden hun gang konden gaan. Het belang van het Vredesakkoord van Arusha werd benadrukt, en alle partijen moesten er zich opnieuw toe verbinden. De duizenden doden en het grote aantal vluchtelingen hielden een enorme humanitaire crisis in. Het internationaal humanitaire recht werd op grote schaal geschonden. Het doden van leden van een etnische groep om die groep te vernietigen is een misdaad onder het internationaal recht. Alle partijen moesten dan ook al het aanzetten tot geweld en etnische haat, vooral via de media, onmiddellijk stoppen. De Veiligheidsraad eiste dat de vijandelijkheden onmiddellijk zouden stoppen, dat er een staakt-het-vuren kwam en dat het zinloze geweld en de slachting zouden stoppen.
Secretaris-generaal Boutros Boutros-Ghali werd gevraagd de dood van de presidenten van Rwanda en Burundi te onderzoeken. Beiden waren op 6 april om het leven gekomen toen hun vliegtuig werd neergehaald. Hij werd tevens gevraagd de daaropvolgende schendingen van het humanitaire recht te onderzoeken en zich samen met de Organisatie van Afrikaanse Eenheid te blijven inspannen voor een vreedzame oplossing binnen het Arusha-vredesakkoord. Er moest dringend internationale actie komen om de vrede te herstellen. Daarom was het wenselijk dat het mandaat van de UNAMIR-vredesmacht om humanitaire redenen werd uitgebreid met de volgende bevoegdheden:
- meewerken aan de veiligheid van ontheemden en vluchtelingen; onder meer door beveiligde humanitaire zones op te richten;
- de hulpverdeling beveiligen.

UNAMIR mocht zich verdedigen als beschermde zones, mensen of hulpverleners bedreigd werden. Ook werd een verhoging van het troepenaantal tot 5500 geautoriseerd.
De secretaris-generaal werd gevraagd om als eerste fase onmiddellijk de VN-waarnemers terug in te zetten en de gemechaniseerde infanterie op volle sterkte te brengen. Ook werd hem gevraagd zo snel mogelijk te rapporteren over de volgende fase in verband met de medewerking van de partijen, het staakt-het-vuren, de middelen en de duur van het mandaat. Van de lidstaten werd bijkomend personeel gevraagd. Bij de partijen werd erop aangedrongen UNAMIR en de hulpverlening niet te hinderen en de luchthaven van Kigali als neutrale zone te behandelen.
De Veiligheidsraad verbood de verkoop van wapens, munitie, militaire voertuigen en uitrusting, politie-uitrusting en reserveonderdelen aan Rwanda. Ook werd er een comité opgericht met de volgende taken:
- informatie bekomen van landen over hun maatregelen om het embargo uit te voeren;
- informatie over schendingen overwegen en aanbevelingen doen om het embargo te versterken;
- maatregelen aanbevelen om schendingen tegen te gaan.

## Verwante resoluties
- Resolutie 809 Veiligheidsraad Verenigde Naties
- Resolutie 912 Veiligheidsraad Verenigde Naties
- Resolutie 925 Veiligheidsraad Verenigde Naties
- Resolutie 928 Veiligheidsraad Verenigde Naties

Lijst ·  893 ·  894 ·  895 ·  896 ·  897 ·  898 ·  899 ·  900 ·  901 ·  902 ·  903 ·  904 ·  905 ·  906 ·  907 ·  908 ·  909 ·  910 ·  911 ·  912 ·  913 ·  914 ·  915 ·  916 ·  917 ·  918 ·  919 ·  920 ·  921 ·  922 ·  923 ·  924 ·  925 ·  926 ·  927 ·  928 ·  929 ·  930 ·  931 ·  932 ·  933 ·  934 ·  935 ·  936 ·  937 ·  938 ·  939 ·  940 ·  941 ·  942 ·  943 ·  944 ·  945 ·  946 ·  947 ·  948 ·  949 ·  950 ·  951 ·  952 ·  953 ·  954 ·  955 ·  956 ·  957 ·  958 ·  959 ·  960 ·  961 ·  962 ·  963 ·  964 ·  965 ·  966 ·  967 ·  968 ·  969